# Jay Ferguson (Musiker)
John Arden „Jay“ Ferguson (* 10. Mai 1947 in Burbank, Kalifornien) ist ein US-amerikanischer Musiker (Gesang, Keyboard, Perkussion) und Komponist.

## Leben
Er gehört zu den Gründungsmitgliedern der Rockband Spirit, hier war er Sänger und Gitarrist und blieb von Mitte der 1960er Jahre bis 1971. Um jenes Jahr gründete er mit Mark Andes seine eigene Band Jo Jo Gunne. Um Mitte der 1970er Jahre begann er eine Solokarriere. Sein Debütalbum erschien 1976 bei Asylum Records. Seit Mitte der 1980er Jahre betätigt er sich als Filmkomponist für Kino und Fernsehen und war an mehr als 40 Produktionen beteiligt.
2013 wurde er für seine Musik zur Serie Navy CIS: L.A. bei den ASCAP Film and Television Music Awards ausgezeichnet.

## Diskografie
- 1976: Alone in the End Zone
- 1978: Thunder Island
- 1979: Real Life Ain’t this Way
- 1980: Terms and Conditions
- 1982: White Noise

## Filmografie (Auswahl)
- 1988: Johnny be Good
- 1988: Pulse
- 1988: Daddy’s Cadillac (License to Drive)
- 1989: Nightmare on Elm Street 5 – Das Trauma (A Nightmare on Elm Street 5: The Dream Child)
- 1994: Double Dragon – Die 5. Dimension (Double Dragon)
- 1996: Tremors 2 – Die Rückkehr der Raketenwürmer (Tremors II - Aftershocks)
- 2004: Tremors 4 – Wie alles begann (Tremors 4: The Legend Begins)
- seit 2010: Navy CIS: L.A. (Fernsehserie)